# Potamophylax humoinsapiens
Potamophylax humoinsapiens — вид волохокрилих комах родини лімнефілід (Limnephilidae). Описаний у 2023 році.

## Назва
Видова назва humoinsapiens є поєднанням латинських слів humo та insapiens , що означає «закопувати» та «нерозумно». Дослідники пояснюють, що назва виду іронічна, оскільки звучить як Homo sapiens, і новий вид називає людей нерозумними за те, що вони спричинили вимирання багатьох видів комах та інших організмів і деградували відомі екосистеми на планеті.

## Поширення
Ендемік Косово. Поширений у горах Шар.

## Екологія
Типові зразки комах зібрали протягом 2021 року у трьох місцях у притоках річки Лепенець. Усі місця відбору проб розташовані в лісовій зоні. Субстрати струмків поблизу місць відбору проб були представлені мезо- та макролітальним субстратом, оточений густою прибережною рослинністю. Вид збирали протягом жовтня та листопада, що означає, що він має осінній період льоту. Усі місця відбору проб розташовані у верхніх частинах струмків і річок.